# Pierre-Levée (Île-d'Yeu)
Pour les articles homonymes, voir Pierre levée.
La Pierre-Levée était un menhir situé à L'Île-d'Yeu, dans le département français de la Vendée. Il était le plus grand menhir dressé sur l'Île d'Yeu.

## Historique
Le menhir est signalé dès 1837 par C. Savary dans son Histoire de l'Île d'Yeu. À l'origine, le menhir était dressé à environ 80 m au sud-ouest du Fort de Pierre-Levée auquel il a donné son nom. D'après une lettre envoyée à Marcel Baudouin par l'entrepreneur Nolleau, vers 1880, le menhir gisait au sol. Sa longueur était de 7,30 m, large de 2 m  et épais de 0,80 m. Il fut fendu en trois parties par les carriers. Deux des parties furent débitées pour en faire des pierres de taille. La dernière partie fut transportée sur la place publique de Port-Joinville où elle fut elle aussi progressivement débitée par les carriers pendant près de 50 ans.
En 1909, Baudouin en prit un cliché photographique. Selon son témoignage, la pierre mesure encore à l'époque 7 m de longueur. En 1934, Baudouin indique qu'il n'en demeure plus qu'un fragment. Malgré son appel aux Islais pour le sauvegarder, le menhir sera complètement détruit.